# Сент-Илер-су-Ромийи
Сен-Иле́р-су-Ромийи́ (фр. Saint-Hilaire-sous-Romilly) — коммуна во Франции, находится в регионе Шампань — Арденны. Департамент — Об. Входит в состав кантона Ромийи-сюр-Сен-1. Округ коммуны — Ножан-сюр-Сен.
Код INSEE коммуны — 10341.
Коммуна расположена приблизительно в 105 км к востоку от Парижа, в 75 км юго-западнее Шалон-ан-Шампани, в 40 км к северо-западу от Труа.

## История
Во время Великой французской революции коммуна, носившая название Сент-Илер, была временно переименована в Монфейе (фр. Montfayet). В 1919 году коммуна получила название Сен-Илер-су-Ромийи.

## Население
Население коммуны на 2008 год составляло 381 человек.
| 1962 | 1968 | 1975 | 1982 | 1990 | 1999 | 2008 |
| ---- | ---- | ---- | ---- | ---- | ---- | ---- |
| 253  | 259  | 289  | 318  | 347  | 333  | 381  |

## Экономика
В 2007 году среди 225 человек в трудоспособном возрасте (15—64 лет) 157 были экономически активными, 68 — неактивными (показатель активности — 69,8 %, в 1999 году было 71,2 %). Из 157 активных работали 151 человек (80 мужчин и 71 женщина), безработных было 6 (3 мужчины и 3 женщины). Среди 68 неактивных 13 человек были учениками или студентами, 33 — пенсионерами, 22 были неактивными по другим причинам.